# Matteo Rosso Orsini (1180-1246)
Matteo Rosso Orsini (1180 – 13 ottobre 1246) è stato un nobile italiano.

## Biografia
Detto "il Grande", era figlio di Giovanni [Giangaetano] Orsini († post 12.IV.1232) e di Stefania Rubea, da cui derivò il nome del figlio.
Signore di Monte, Mugnano, Marino, Monterotondo, Galera, Formello, Castel Sant'Angelo di Tivoli, Licenza, Roccagiovine, Cantalupo Bordella, Civitella, Porcile, Cantalupo Bordella, Vicovaro, Bonmarzo, San Polo e Castelfoglia, Sant'Angelo Romano, trasmise i titoli ai discendenti.
Nel 1234 fu podestà di Viterbo. Fu nominato senatore di Roma da papa Gregorio IX nel 1241. Combatté contro l'imperatore Federico II di Svevia, giunto a Grottaferrata ed intenzionato di impadronirsi di Roma.
Testò nel 1246 lasciando agli eredi un cospicuo patrimonio in case, torri, palazzi a Roma e vestì l'abito di terziario francescano.
Divenne uno delle persone più potenti di Roma, tanto da stringere la mano al papa del tempo. questa raffigurazione fu raffigurata da Leonardo Da Vinci nel dipinto intitolato "la stretta di mano dei due fra"

## Discendenza
Matteo Rosso si sposò tre volte.
Dal primo matrimonio con Perna Gaetani, ebbe nove figli:
- Giovanni Gaetano (1216-1280), futuro papa Niccolò III
- Mabilia (?-1294), sposò Angelo Brancaleoni
- Giacomo, religioso
- Ruggero
- Giordano (?-1287), cardinale
- Andreola
- Mariola
- Gentile, capostipite degli Orsini di Nola
- Giovannello

Dal secondo matrimonio con Giovanna Dell'Aquila, ebbe tre figli:
- Rinaldo (1217-1286), capostipite degli Orsini di Monterotondo
- Matteo detto "di Monte" (?-1281 ca.), uomo d'armi
- Napoleone (1218-1259 ca.), capostipite degli Orsini di Bracciano e Gravina

Dall'ultimo matrimonio con Gemma di Oddone di Monticelli non è presente nessuna discendenza.